# Ombre di fiori sul mio cammino
Ombre di fiori sul mio cammino è un romanzo di Liala, pubblicato per la prima volta nel 1950 a Milano presso l'editore Valsecchi. Si tratta di una delle sue pochissime opere non ambientate in Italia.

## Trama
La vicenda si svolge in Grecia, sull'isola di Rodi. Liana Egret è la nipote dell'ammiraglio Millon: da sempre nella sua famiglia vengono seguite regole ferree, anche nei sentimenti, per cui non c'è matrimonio che non sia stato combinato. Lei stessa dovrà sposare un uomo che le è stato imposto. Ma proprio poco prima delle nozze si scopre innamorata di un affascinante aviatore.